# Heilig’s Blechle
Heilig’s Blechle ist eine schwäbische Redewendung zum Ausdruck des Erstaunens, der sich von einem kommunalen Ausweis zur Armenversorgung ableitet. Der Ausdruck wird heute außerdem scherzhaft für „Auto“ verwendet.

## Ursprung
Nach Einführung der Reformation wurde im Herzogtum Württemberg die Verwaltung von Staat und Kirche neu geordnet. Die Versorgung der Armen wurde auf kommunaler Ebene der Kirche übertragen, die hierzu einen „Armenkasten“ oder „Heiligen“ einrichtete, der vom „Heiligenpfleger“ verwaltet wurde. Das öffentliche Betteln wurde verboten, dafür gingen neben der Kollekte auch die Erträge kirchlicher Güter und Geldgeschäfte sowie Geldbußen aus Vergehen gegen die Kirchenordnung an den Armenkasten. Mit dessen Mitteln wurden ausschließlich ortsansässige Arme, sogenannte „Hausarme“, versorgt, Fremde wurden mit der „Bettelfuhre“ abgeschoben.
Der Dreißigjährige Krieg verschlechterte die wirtschaftliche Lage im Herzogtum, die sich auch in der Folgezeit wegen wiederholter Einfälle französischer Truppen nicht bessern konnte. Die Bettelei nahm so stark zu, dass einzelne Kommunen einen „Bettelvogt“ zur Vertreibung der Bettler anstellten. Da die Kollekten nicht mehr genug Mittel erbrachten, um die Hausarmen zu unterstützen, wurde ihnen die Bettelei erlaubt. Wer unverschuldet in Not geraten war, erhielt im 18. Jahrhundert vom „Heiligenpfleger“ ein Blechstück als Berechtigungsausweis – da die Ausgabe für Zwecke des „Heiligen“ erfolgte, ergab sich die Bezeichnung Heilig’s Blechle.
Warum sich daraus ein Ausruf des Erstaunens entwickelt hat, ist unklar, zumal die Vergabe von Blechen im 19. Jahrhundert wieder eingestellt wurde, es also auch keine Überlieferung dieses Brauchs im Alltag gab. Möglich wäre eine Verwechslung mit den ebenfalls im 18. Jahrhundert eingeführten Schwörbüchsen, die in Wirtshäusern aufgestellt waren. Wer beim Fluchen ertappt wurde, musste einen Geldbetrag in die Büchse zahlen, deren Ertrag dann wiederum an den „Heiligen“ ging.

## In der Popkultur
Die aus Schwaben stammende Band Heiligs Blechle benannte sich in Anspielung auf ihr Vorbild Sacred Steel nach dem Sprichwort, das im Englischen als „sacred steel“ frei übersetzt werden kann.